# Point de rosée
Pour les articles homonymes, voir Rosée (homonymie).

Diagramme binaire liquide-vapeur : courbe de bulle et courbe de rosée.

Le point de rosée ou température de rosée est la température sous laquelle de la rosée se dépose naturellement. Plus techniquement, en dessous de cette température qui dépend de la pression et de l'humidité ambiantes, la vapeur d'eau contenue dans l'air se condense sur les surfaces, par effet de saturation,.
En technologie, le point de rosée est une notion de base importante pour le fonctionnement des sécheurs frigorifiques d'air comprimé et de la condensation atmosphérique créant les hydrométéores. C'est une donnée déterminante dans l'isolation thermique du bâtiment qui permettra de savoir s'il y a un risque que l'humidité ambiante d'une pièce se condense en traversant les couches successives d'un mur extérieur, dans lequel chaque couche affiche un gradient de température particulier, dégressif vers l'extérieur. Le cas échéant, l'humidité qui se condense peut provoquer la détérioration de la couche dans laquelle le phénomène se produit.
En météorologie, la température de rosée est parfois utilisée pour estimer le niveau de confort, comme une température ressentie. La température de rosée détermine en effet si la transpiration s'évaporera de la peau, causant ainsi un rafraîchissement de l'organisme. Par exemple, bien que les villes iraniennes de Qechm et Bam, situées à 300 km l'une de l'autre, affichent fin juillet des températures au thermomètre proches, le climat est très lourd à Qechm (les eaux chaudes du golfe Persique le rendant très humide) alors qu'il reste confortable à Bam (située dans un désert très sec). Contrairement à la température, qui varie généralement considérablement entre le jour et la nuit, les points de rosée varient plus lentement. Ainsi, bien que la température puisse chuter la nuit, une journée lourde est généralement suivie d'une nuit lourde.
La grandeur équivalente pour les liquides est le point de trouble.

## Définition et principe
Le point de rosée est une donnée thermodynamique caractérisant l’humidité dans un gaz. Le point de rosée de l’air est la température à laquelle la pression partielle de vapeur d'eau est égale à sa pression de vapeur saturante. Il s'agit donc de la température à laquelle il faut refroidir un volume d'air, à pression et humidité absolue constantes, pour qu'il devienne saturé.
L'air contient toujours une certaine proportion de vapeur d'eau. La pression partielle exercée par cette vapeur est inférieure ou égale à une valeur maximale qui dépend de la température ambiante. Si l’air humide est progressivement refroidi à pression constante, la pression de vapeur d'eau ne change pas mais la valeur maximale diminue jusqu'à ce que les deux deviennent égales. La température de rosée correspond à la saturation de l'air et tout refroidissement subséquent conduit à l’apparition d’eau sous phase liquide. C'est le phénomène de condensation, qui survient lorsque le point de rosée est atteint et que des sites de nucléation sont disponibles, qui crée les nuages, la brume et la rosée en météorologie. La condensation atteint de la même manière les parois des bâtiments. Ce phénomène est le principe de mesure mis en œuvre dans les hygromètres à condensation, encore appelés hygromètres à point de rosée.
Lorsque la température est inférieure au point de congélation, l'air peut devenir saturé par rapport à l'eau et donner des gouttelettes surfondues, ou saturé par rapport à la glace et donner de la gelée blanche. Dans ce second cas, la température de saturation est appelée point de givrage. Ce dernier est plus chaud que le point de rosée à ces températures car la pression de vapeur saturante par rapport à la glace est plus basse que par rapport à l'eau liquide. Ceci mène la vapeur d'eau à se déposer plus généralement sous forme solide que liquide sous le point de condensation.

## Calcul

Graphe de la dépendance du point de rosée par rapport à la température de l'air pour différents niveaux d'humidité. Fondé sur les approximations d'August-Roche-Magnus.

### Formule de Heinrich Gustav Magnus-Tetens
La formule de Heinrich Gustav Magnus-Tetens s'écrit :
{\displaystyle T_{\mathrm {r} }={\frac {b\,\alpha (T,\varphi )}{a-\alpha (T,\varphi )}}}
où :
{\displaystyle T_{\mathrm {r} }} désigne le point de rosée,
{\displaystyle T} la température mesurée,
{\displaystyle \varphi } l'humidité relative, entre 0 et 1 (soit 100%),
{\displaystyle \alpha (T,\varphi )\,} la fonction {\displaystyle \,{\frac {a\,T}{b+T}}+\ln \varphi },
{\displaystyle a} et {\displaystyle b} deux constantes : {\displaystyle a=} 17,27 et {\displaystyle b=} 237,7 [°C].
Domaine de validité :
- {\displaystyle 0<T<} 60 °C
- 0,01 (1 %) {\displaystyle <\varphi <} 1 (100 %)
- {\displaystyle 0<T_{\mathrm {r} }<} 50 °C

Une approximation[réf. nécessaire] de cette formule est parfois citée :
{\displaystyle T_{\mathrm {r} }={\sqrt[{8}]{\varphi }}\,[112+(0{,}9\,T)]+(0{,}1\,T)-112}

## Dépression du point de rosée
La dépression du point de rosée est la différence entre la température et le point de rosée (T-Tr) à un niveau de pression donnée de l'atmosphère terrestre. Plus cette valeur est petite, plus l’humidité relative à cette altitude est grande et plus la présence de nuages est probable. Ainsi, une dépression de plus de 5 °C est en général associée avec l'absence de couche nuageuse et une valeur près de 0 °C est synonyme d'une couverture complète. La variation dans la troposphère de la dépression du point de rosée, analysée sur un diagramme thermodynamique comme un téphigramme, permet de connaître la hauteur, l'épaisseur et l'étendue des couches nuageuses sur une région.
Une autre utilité est de pouvoir estimer le niveau de condensation par ascension (NCA) et la base des nuages convectifs lors du réchauffement diurne d'une masse d'air instable en connaissant la dépression du point de rosée au sol. De façon inverse, une grande valeur de cette variable au niveau moyen de la tropopause indique que l'air y est sec. S'il est injecté dans un nuage convectif, comme un cumulonimbus, il est plus dense que l'air dans ce dernier et se met à descendre donnant une rafale descendante.
Enfin, la dépression du point de rosée mesurée près du sol est un indicateur d'humidité ou de sécheresse utilisé en agriculture et en foresterie pour calculer divers indices, comme l'indice forêt météo.

## Isodrosotherme
Sur une carte météorologique, la valeur du point de rosée peut être pointée à chaque station météorologique. Il est possible également de relier les valeurs égales de points de rosée par une ligne qui prend le nom d’isodrosotherme. Ceci permet de repérer sur la carte les zones humides et sèches, ce qui est important par exemple pour le développement des orages. Dans certaines régions, la limite entre ces zones est très marquée et il est possible de parler de front de point de rosée qui a des propriétés similaires à un front froid.

## Point de rosée et records climatiques
La température de point de rosée la plus élevée : un point de rosée de 35 °C, alors que la température était de 42 °C, a été observé à Dhahran, en Arabie saoudite, à 15 h le 8 juillet 2003.
La température la plus élevée avec 100 % d'humidité relative : une température de 34 °C avec 100 % d'humidité relative à Djask, en Iran, le 21 juillet 2012.